# Шимкунайте, Габия
Габия Шимкунайте (лит. Gabija Šimkūnaitė, род. 2002, Шяуляй) — литовская шахматистка.
Чемпионка Литвы 2021 г. Участница дележа 2—4 мест в чемпионате Литвы 2019 г. (на основании дополнительных показателей медали получили другие шахматистки).
В составе сборной Литвы участница командного чемпионата Европы 2021 г. (сыграла 9 партий, из которых 5 выиграла, 3 проиграла и 1 завершила вничью).
Участница чемпионата Европы по рапиду 2017 г.
Участница юношеского чемпионата мира 2019 г. (в категории до 18 лет).

## Основные спортивные результаты
| Год  | Город   | Соревнование                                          | + | − | = | Результат | Место  |
| ---- | ------- | ----------------------------------------------------- | - | - | - | --------- | ------ |
| 2016 | Вильнюс | Чемпионат Литвы                                       | 2 | 4 | 1 | 2½ из 7   | 19—21  |
| 2017 | Вильнюс | Чемпионат Литвы                                       | 2 | 2 | 3 | 3½ из 7   | 6—12   |
| 2018 | Каунас  | Чемпионат Литвы                                       | 2 | 3 | 2 | 3 из 7    | 11—13  |
| 2019 | Вильнюс | Чемпионат Литвы                                       | 3 | 0 | 4 | 5 из 7    | 2—4    |
|      | Мумбаи  | Юношеский чемпионат мира (до 18 лет)                  |   |   |   |           | [ 17 ] |
| 2021 | Вильнюс | Чемпионат Литвы                                       | 6 | 1 | 0 | 6 из 7    | 1      |
|      | Чатеж   | Командный чемпионат Европы (сборная Литвы, ?-я доска) | 5 | 3 | 1 | 5½ из 9   |        |